# Of Mice and Men (1992)

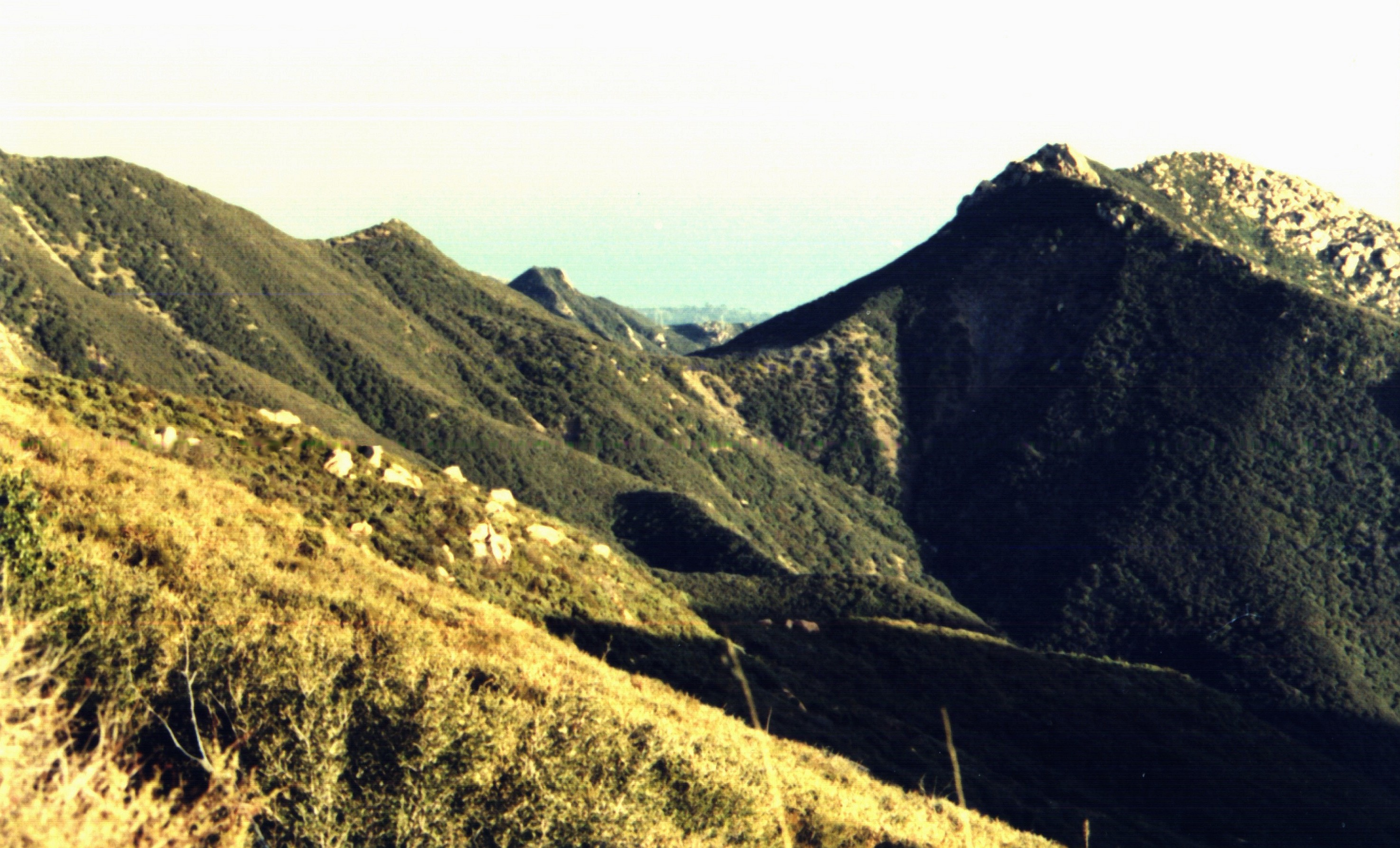
Omgevingsfoto waar de film zich afspeelt: de Santa Ynez Valley tussen de Santa Ynez Mountains (foto) en de San Rafael Mountains

Of Mice and Men is een Amerikaanse dramafilm uit 1992, geregisseerd door Gary Sinise. Naast John Malkovich speelde hij ook een van de hoofdrollen. De film is gebaseerd op de gelijknamige roman van John Steinbeck uit 1937.
Volgens de meesten is dit tot nu toe de beste film van de vele films en series die op het boek zijn gebaseerd, omdat deze het boek nauwgezet volgt. De film bracht in de Verenigde Staten $5.031.254 op.

## Verhaal
Lennie is in de problemen geraakt nadat een meisje hem beschuldigde van aanranding. Lennie, die gek is op zachte en aaibare dingen en daarbij zijn eigen kracht vergeet (wat ook al aan veel kleine huisdieren het leven heeft gekost) had echter alleen haar jurk willen aaien. Lennie en George zijn werkloos en op zoek naar werk. George heeft Lennie beloofd dat ze ooit een eigen boerderijtje zullen hebben met grote stukken land en een plek voor dieren - die Lennie uiteraard mag verzorgen. Op het bedrijf van de vader van Curley vinden ze uiteindelijk werk, maar Lennie heeft moeite zijn krachten te beheersen waardoor er allerlei nare dingen gebeuren.
Als de arrogante Curley op een dag merkt dat zijn vrouw weer met de mannen flirt, richt zijn woede zich op Lennie. In het gevecht verbrijzelt Lennie Curleys hand. De zaak wordt in de doofpot gestopt en Curley doet het voorkomen alsof hij gewond was geraakt door het werken met een machine.
Een van de mannen geeft Lennie een puppy, die echter na een paar dagen bezwijkt onder Lennies liefkozingen. Troosteloos zit hij in de schuur, bang voor de reactie van George en bevreesd dat hij nu niet voor de konijnen zal mogen zorgen op hun toekomstige boerderijtje. De vrouw van Curley is op dat moment op zoek naar aandacht en gezelschap en voegt zich bij hem. Zij begint met hem te praten en nodigt hem uit haar zachte krullen aan te raken. Zijn groeiende opwinding brengt haar in paniek en zij schreeuwt om hulp. Als Lennie probeert haar geroep te stoppen schudt hij haar zo hevig heen en weer dat zij haar nek breekt en sterft. Lennie vlucht naar een met George afgesproken ontmoetingsplek.
Als haar dood ontdekt wordt, organiseert Curley een zoektocht. Hij is van plan Lenny te lynchen. George weet echter waar Lennie zit en bereikt hem als eerste. George gaat bij Lennie zitten en samen praten ze over hun droomboerderijtje en de konijnen waar Lennie voor mag zorgen. George benadrukt dat zij samen gelukkiger zullen zijn dan anderen vanwege hun vriendschap. Hij vraagt Lennie het hoofd af te wenden en uit te kijken over de rivier. Op dat moment plaatst George zijn pistool tegen Lennies achterhoofd en schiet hem neer, om te voorkomen dat hij de pijnlijke dood zal krijgen die Curley voor hem gepland heeft.

## Rolverdeling
| Acteur          | Personage        | Opmerkingen |
| --------------- | ---------------- | --- |
| Hoofdrollen     |                  | |
| Gary Sinise     | George Milton    | George is de slimste van de twee mannen en beschermt Lennie in moeilijke situaties. Toch vindt hij het moeilijk met hem te leven. De gebeurtenis aan het einde is dan ook tragisch, maar kan worden gezien als een verlossing voor George. |
| John Malkovich  | Lennie Small     | Lennie is een kind in een volwassen lichaam. Hij vindt alles lief en schattig en bij het aanraken of aaien van dieren - en mensen - kent hij zijn eigen krachten niet, wat nare gevolgen heeft.                                            |
| Sherilyn Fenn   | Vrouw van Curley | De vrouw van Curly is aantrekkelijk maar voelt uiteindelijk weinig voor Curly. Een klein moment met Lennie wordt haar uiteindelijk fataal.                                                                                                 |
| Casey Siemaszko | Curley           | Curley is de zoon van de baas. Hij geeft Lennie overal de schuld van, wat moeilijke situaties oplevert. |
| Bijrollen       |                  | |
| Ray Walston     | Candy            | Candy is een van de oudere arbeiders op de boerderij en wordt vrienden met George en Lennie. |
| Richard Riehle  | Carlson          | Carlson is ook een arbeider op de boerderij. Hij besluit uiteindelijk om Lennie te vermoorden, aangezien hij Curly's vrouw heeft gedood. George is hem echter 'voor'.                                                                      |
| John Terry      | Slim             | Slim is een arbeider op de boerderij, die Lennie helpt. Vooral na de gebeurtenis met Curley steunt hij hem. Curley denkt dat Slim flirt met zijn vrouw.                                                                                    |
| Joe Morton      | Crooks           | Crooks is de enige zwarte arbeider op de boerderij. In het begin wordt hij gediscrimineerd, later gaat iedereen meer met hem om. Hij beoordeelt mensen vaak voordat hij ze kent.                                                           |

## Nominaties
- Nominatie Gouden Palm (1992) voor Gary Sinise.

## Trivia
- De film is op verschillende locaties opgenomen, waaronder in de Santa Ynez-vallei tussen de Santa Ynez Mountains en de San Rafael Mountains in Californië.
- Er zitten een paar fouten in de film. Hoewel de film wordt gezien als de beste omdat deze het boek nauwgezet volgt, heeft Curley in het boek geen linkerhand meer, terwijl dit in de film zijn rechterhand is.[2]